# Hong Kong Premier League 2020/21
Die Hong Kong Premier League 2020/21 ist die 7. Spielzeit der höchsten Fußballliga in Hongkong seit ihrer Gründung im Jahr 2014 und der 108. Wettbewerb um die Hongkonger Landesmeisterschaft. Die Liga ist aus Sponsoringgründen auch als BOC Life Hong Kong Premier League bekannt. Am Spielbetrieb nehmen acht Mannschaften teil. Die Saison begann am 14. November 2020 und soll am 30. Mai 2021 beendet sein. Titelverteidiger ist der Kitchee SC.

## Mannschaften
| Mannschaft           | Stadion                        | Kapazität |
| -------------------- | ------------------------------ | --------- |
| Kitchee SC           | Mong Kok Stadium               | 6600      |
| Eastern AA           | Mong Kok Stadium               | 6600      |
| Lee Man FC           | Tseung Kwan O Sports Ground    | 3500      |
| Southern District FC | Aberdeen Sports Ground         | 4000      |
| Happy Valley AA      | Sham Shui Po Sports Ground     | 2200      |
| Hong Kong Pegasus FC | Yuen Long Stadium              | 5000      |
| Hong Kong Rangers FC | Hammer Hill Road Sports Ground | 2200      |
| Resources Capital FC | Tsing Yi Sports Ground         | 1500      |

## Personal
| Mannschaft           | Trainer                       | Mannschaftskapitän |
| -------------------- | ----------------------------- | ------------------ |
| Eastern AA           | Lee Chi Kin                   | Leung Chun Pong    |
| Happy Valley AA      | Pau Ka Yiu                    | Luciano            |
| Kitchee SC           | Chu Chi Kwong                 | Huang Yang         |
| Hong Kong Pegasus FC | Kwok Kar Lok                  | Leung Hing Kit     |
| Lee Man FC           | Chan Hiu Ming                 | Fernando Recio     |
| Hong Kong Rangers FC | Chiu Chung Man Wong Chin Hung | Lam Ka Wai         |
| Southern District FC | Zesh Rehman                   | Shū Sasaki         |
| Resources Capital FC | Joan Esteva                   | Carles Tena        |

## Ausländische Spieler
| Mannschaft           | Spieler 1             | Spieler 2       | Spieler 3          | Spieler 4        | Spieler 5         | Spieler 6      | Ehemalige/Unregistrierte Spieler |
| -------------------- | --------------------- | --------------- | ------------------ | ---------------- | ----------------- | -------------- | -------------------------------- |
| Eastern AA           | Lucas Silva           | Everton Camargo | Eduardo Praes      | João Emir        | Fernando          | Dudú           | Chen Hao-wei                     |
| Happy Valley AA      | Razaq Adegbite        | Luciano         | Mikael             | Charlie Scott    | Robert Odu        |                |                                  |
| Kitchee SC           | Manuel Gavilán        | Raúl Baena      | Park Jun-heong     | Dejan Damjanović | Cleiton           | Wellingsson    | Tomas Maronesi Paulo César       |
| Lee Man FC           | Gil                   | Jonathan Acosta | Michaël N’dri      | Serhiy Shapoval  | José Ángel Alonso | Kim Seung-yong |                                  |
| Southern District FC | Stefan Pereira        | Zesh Rehman     | Pedro Mendes       | Shū Sasaki       | Kota Kawase       | Matthew Cahill |                                  |
| Hong Kong Pegasus FC | Bernardo              | Nilson          | Marquinhos         | Kessi            | Júnior Goiano     |                |                                  |
| Hong Kong Rangers FC | Oleksii Shliakotin    | Juninho         | Fernando Alcântara | Douglão          | Augusto Neto      |                |                                  |
| Resources Capital FC | Albert Canal Bartrina | Felipe Sa       | Carles Tena        | Jordan Brown     |                   |                |                                  |

## Tabelle Reguläre Saison
| Pl.               | Verein               | Sp. | S  | U | N  | Tore    | Diff. | Punkte |
| ----------------- | -------------------- | --- | -- | - | -- | ------- | ----- | ------ |
| 1.                | Kitchee SC (M)       | 14  | 10 | 4 | 0  | 029:900 | +20   | 34     |
| 2.                | Eastern AA           | 14  | 9  | 4 | 1  | 033:120 | +21   | 31     |
| 3.                | Hong Kong Pegasus FC | 14  | 8  | 1 | 5  | 020:170 | +3    | 25     |
| 4.                | Lee Man FC           | 14  | 6  | 3 | 5  | 026:190 | +7    | 21     |
| 5.                | Southern District FC | 14  | 3  | 3 | 8  | 024:300 | −6    | 12     |
| 6.                | Resources Capital FC | 14  | 4  | 0 | 10 | 011:350 | −24   | 12     |
| 7.                | Hong Kong Rangers FC | 14  | 2  | 5 | 7  | 014:230 | −9    | 11     |
| 8.                | Happy Valley AA      | 14  | 1  | 6 | 7  | 014:260 | −12   | 09     |
| Stand: Saisonende |                      |     |    |   |    |         |       |        |

|                                                             |                     |
| Teilnehmer Championship-Gruppe Teilnehmer Relegation-Gruppe |                     |
| Zum Saisonende 2019/21:                                     |                     |
| (M)                                                         | Amtierender Meister |

## Abschlusstabelle
| Pl.               | Verein               | Sp. | S  | U | N | Tore    | Diff. | Punkte |
| ----------------- | -------------------- | --- | -- | - | - | ------- | ----- | ------ |
| 1.                | Kitchee SC (M)       | 17  | 11 | 4 | 2 | 032:120 | +20   | 37     |
| 2.                | Eastern AA           | 17  | 10 | 4 | 3 | 038:160 | +22   | 34     |
| 3.                | Lee Man FC           | 17  | 9  | 3 | 5 | 034:210 | +13   | 30     |
| 4.                | Hong Kong Pegasus FC | 17  | 9  | 1 | 7 | 023:270 | −4    | 28     |
| 5.                | Southern District FC | 17  | 11 | 4 | 2 | 032:120 | +20   | 37     |
| 6.                | Hong Kong Rangers FC | 17  | 10 | 4 | 3 | 038:160 | +22   | 34     |
| 7.                | Resources Capital FC | 17  | 9  | 3 | 5 | 034:210 | +13   | 30     |
| 8.                | Happy Valley AA      | 17  | 9  | 1 | 7 | 023:270 | −4    | 28     |
| Stand: Saisonende |                      |     |    |   |   |         |       |        |

| |
| Meister und Qualifikation zur AFC Champions League (Gruppenphase) Qualifikation AFC Cup (Gruppenphase) Standby-Mannschaft für den AFC Cup Hong Kong Pegasus FC: Freiwilliger Abstieg in die dritte Liga Abstieg in die zweite Liga |

## Beste Torschützen
Stand: Saisonende 2021
| Platz | Spieler          | Mannschaft           | Tore |
| ----- | ---------------- | -------------------- | ---- |
| 1.    | Dejan Damjanović | Kitchee SC           | 17   |
| 2.    | James Ha         | Southern District FC | 12   |
| 2.    | Gil              | Lee Man FC           | 12   |
| 4.    | Sandro           | Eastern AA           | 11   |
| 5.    | Stefan Pereira   | Southern District FC | 9    |
| 6.    | Marquinhos       | Hong Kong Pegasus FC | 7    |
| 7.    | Felipe Sá        | Resources Capital FC | 6    |
| 7.    | Nilson           | Hong Kong Pegasus FC | 6    |
| 9.    | Lucas Silva      | Eastern AA           | 5    |
| 9.    | Robert Odu       | Happy Valley AA      | 5    |
| 9.    | Fernando         | Eastern AA           | 5    |
| 9.    | Juninho          | Hong Kong Rangers FC | 5    |

## Hattricks
Stand: 17. Februar 2021
| Spieler          | Verein               | Gegnerischer Verein  | Ergebnis | Datum             |
| ---------------- | -------------------- | -------------------- | -------- | ----------------- |
| Stefan Pereira   | Southern District FC | Hong Kong Pegasus FC | 4:0      | 21. November 2020 |
| Marquinhos       | Hong Kong Pegasus FC | Lee Man FC           | 3:1      | 11. April 2021    |
| Dejan Damjanović | Kitchee SC           | Happy Valley AA      | 3:1      | 16. April 2021    |
| James Ha         | Southern District FC | Resources Capital FC | 4:1      | 5. Mai 2021       |
| Dejan Damjanović | Kitchee SC           | Hong Kong Rangers FC | 3:1      | 7. Mai 2021       |
| Gil              | Lee Man FC           | Resources Capital FC | 4:0      | 9. Mai 2021       |
| Luciano          | Happy Valley AA      | Resources Capital FC | 7:2      | 22. Mai 2021      |
| Gil              | Lee Man FC           | Hong Kong Pegasus FC | 5:1      | 23. Mai 2021      |

## Ausrüster/Sponsor
| Mannschaft           | Ausrüster | Sponsor                                               |
| -------------------- | --------- | ----------------------------------------------------- |
| Eastern AA           | Adidas    | Upbest Group                                          |
| Happy Valley AA      | Adidas    | Michi                                                 |
| Kitchee SC           | Nike      | EDPS Systems Ltd.                                     |
| Hong Kong Pegasus FC | Adidas    | RedMR                                                 |
| Lee Man FC           | Adidas    | Lee & Man Chemical                                    |
| Hong Kong Rangers FC | Kelme     | Hong Kong Amateur Football Association                |
| Southern District FC | Macron    | Isuzu                                                 |
| Resources Capital FC |           | Future Hong Kong Football Development Charity Limited |